# Trichorrhages pizarrena
Trichorrhages pizarrena là một loài bướm đêm trong họ Geometridae.